# Keszeg
Keszeg è un comune dell'Ungheria di 693 abitanti (dati 2001). È situato nella contea di Nógrád.